# Samuel Pierpont Langley

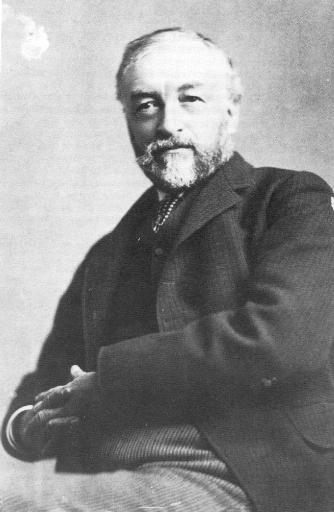
Samuel Pierpont Langley

Samuel Pierpont Langley (* 22. August 1834 in Roxbury, Massachusetts; † 27. Februar 1906 in Aiken, South Carolina) war ein US-amerikanischer Astrophysiker und Flugpionier. Langley erfand unter anderem das Bolometer.

## Leben

### Astronomie
Langley war zwischen 1866 und 1887 Professor für Physik und Astronomie an der Western University of Pennsylvania und ab 1867 Direktor des Allegheny Observatory. Hier untersuchte er den Infrarotanteil der Solarstrahlung im Sonnenspektrum. Ab 1887 war er Leiter (Secretary) der Smithsonian Institution in Washington, D.C. Er gründete 1890 das Smithsonian Astrophysical Observatory.

### Luftfahrzeuge schwerer als Luft

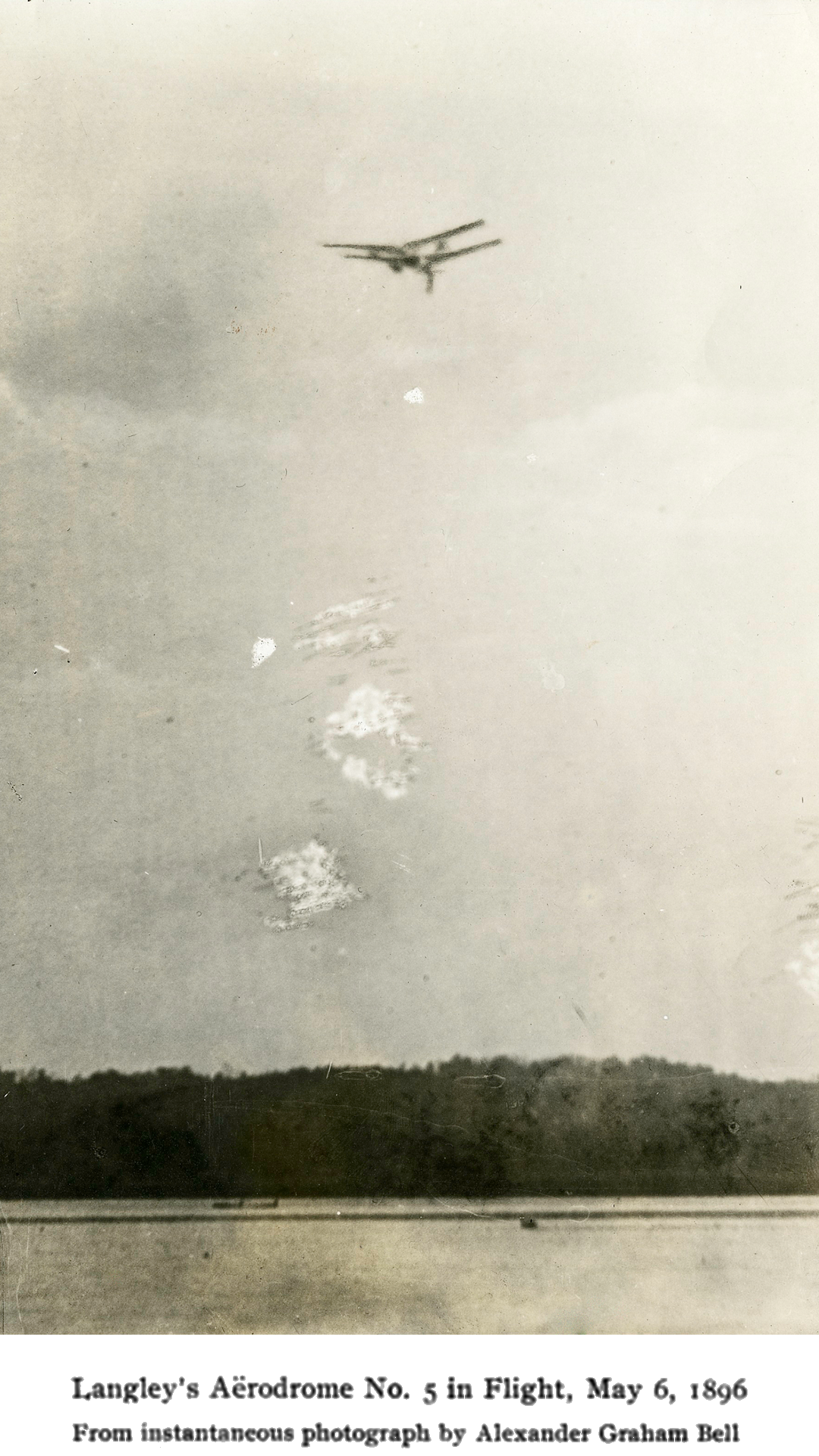
Langleys dampfbetriebenes Aërodrome No. 5 im Flug am 6. Mai 1896. Foto von Alexander Graham Bell.

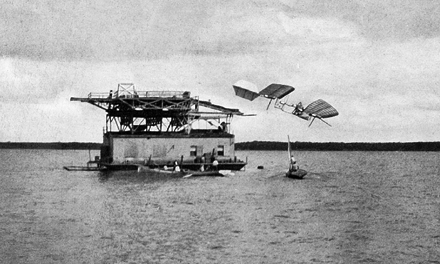
Gescheiterter Startversuch der Aerodrome 1903

Langley gehört zu den Pionieren der Aerodynamik. Er trug wesentlich zu Theorie und Entwicklung der ersten flugfähigen Objekte schwerer als Luft bei und konstruierte eines der ersten mit Maschinenkraft betriebenen Flugzeuge, das unbemannt war und mit Hilfe eines Katapults gestartet wurde. Am 6. Mai 1896 flog sein unbemanntes Modell Aërodrome No. 5 ungefähr 1.200 Meter nach einem Katapultstart von einem Boot im Potomac River. 1895 unternahm er eine Europareise, die ihn auch nach Berlin zu Otto Lilienthal führte, und für aerodynamische Experimente engagierte er Augustus Herring, der aber bereits ab Januar 1896 wieder zu Octave Chanute ging.
Mit der The Great Aerodrome genannten bemannten Weiterentwicklung seiner Fluggeräte ließ Langley 1903 seinen Assistenten, Charles Matthews Manly, fliegen. Der Versuch am 7. Oktober 1903 scheiterte jedoch kläglich, die Nase bohrte sich nach wenigen Metern in das Wasser, der Pilot konnte sich mühelos retten (bei einem späteren Versuch im Dezember 1903 war er allerdings kurzzeitig unter Wasser eingeklemmt).
Mit heutigem Wissen gebaute und mit modernen Maschinen ausgestattete Nachbauten von Langleys Flugapparaten wurden erfolgreich geflogen und bewiesen so das Potential der Langleyschen Konstruktionen.
Samuel Pierpont Langley starb am 27. Februar 1906 in Aiken, South Carolina.

## Ehrungen

Briefmarke 1988, Samuel P. Langley - Aviation Pioneer

1876 wurde Langley in die National Academy of Sciences, 1883 in die American Academy of Arts and Sciences gewählt. Er erhielt 1886 die Rumford-Medaille und 1898 den Jules-Janssen-Preis. Nach ihm ist eine Luftwaffenbasis der US Air Force, die Langley Air Force Base, die beiden Flugzeugträger Langley (CV-1) und Langley (CVL-27) und das Langley Research Center benannt, die Maßeinheit Langley, mit der die Energie der Sonnenstrahlung auf der Erdoberfläche angegeben wird, sowie der Mondkrater Langley, der Asteroid (3866) Langley und der Langley Peak in der Antarktis.
1888 wurde er korrespondierendes Mitglied der Académie des sciences. 1895 wurde er als auswärtiges Mitglied (Foreign Member) in die Royal Society aufgenommen. 1902 wurde er Ehrenmitglied (Honorary Fellow) der Royal Society of Edinburgh.